# Clemens Leitner
Clemens Leitner (* 7. November 1998) ist ein österreichischer Skispringer. Er ist Sportler des Heeressportzentrums des Österreichischen Bundesheers. Sein älterer Bruder Felix ist als Biathlet aktiv.

## Werdegang
Clemens Leitner startete am 14. und 15. Dezember 2013 zum ersten Mal im Rahmen von zwei Wettbewerben in Seefeld in Tirol im Alpencup, wo er die Plätze 56 und 59 belegte. Nach weiteren Starts im Alpencup debütierte Leitner am 30. und 31. Januar 2016 in Bischofshofen im Continental Cup, wo er die Plätze 22 und 12 erreichte und damit gleichzeitig seine ersten Continental-Cup-Punkte holte.
Beim Europäischen Olympischen Winter-Jugendfestival 2015 in Tschagguns gewann Leitner im Mannschaftswettbewerb zusammen mit Julian Wienerroither, Michael Falkensteiner und Maximilian Schmalnauer die Bronzemedaille. Im Einzelwettbewerb belegte er Platz 23; im Mixed-Teamwettbewerb erreichte er zusammen mit Julia Huber, Timna Moser und Michael Falkensteiner den fünften Platz.
Bei den Olympischen Jugend-Winterspielen 2016 in Lillehammer im Februar 2016 belegte Leitner im Einzelwettbewerb den neunten Platz und gewann im Mixed-Teamwettbewerb zusammen mit Julia Huber und Florian Dagn die Bronzemedaille.
Bei den Junioren-Weltmeisterschaften 2017 in Park City, Utah gewann Leitner im Mannschaftswettbewerb von der Normalschanze zusammen mit Markus Rupitsch, Mika Schwann und Janni Reisenauer die Bronzemedaille hinter den Mannschaften aus Slowenien und Deutschland. Darüber hinaus belegte er im Einzelwettbewerb den 19. Rang.
In der Saison 2017/18 wurde Leitner in die österreichische nationale Gruppe für die Vierschanzentournee 2017/18 nominiert; dies war zugleich auch sein Weltcupdebüt. Er qualifizierte sich sowohl in Innsbruck als auch in Bischofshofen für den Hauptwettbewerb, in dem er in Innsbruck sogar den zweiten Durchgang und abschließend den 29. Platz erreichte und damit zugleich seine ersten beiden Weltcuppunkte holte. In Bischofshofen belegte er den 44. Platz. Bei den Junioren-Weltmeisterschaften 2018 im schweizerischen Kandersteg gewann er mit der österreichischen Mannschaft die Silbermedaille und im Einzel und mit dem österreichischen Mixed-Team jeweils die Bronzemedaille.
Leitner wohnt in Mils bei Hall.

## Erfolge

### Continental-Cup-Siege im Einzel
| Nr. | Datum            | Ort           | Typ         |
| --- | ---------------- | ------------- | ----------- |
| 1.  | 11. Jänner 2020  | Bischofshofen | Großschanze |
| 2.  | 25. Jänner 2020  | Sapporo       | Großschanze |
| 3.  | 29. Februar 2020 | Rena          | Großschanze |
| 4.  | 7. März 2020     | Lahti         | Großschanze |
| 5.  | 8. März 2020     | Lahti         | Großschanze |

## Statistik

### Weltcup-Platzierungen
| Saison  | Platz | Punkte |
| ------- | ----- | ------ |
| 2017/18 | 069.  | 0002   |
| 2019/20 | 064.  | 0006   |
| 2020/21 | 053.  | 0027   |
| 2022/23 | 041.  | 0059   |

### Continental-Cup-Platzierungen
| Saison  | Platz | Punkte |
| ------- | ----- | ------ |
| 2015/16 | 101.  | 0041   |
| 2016/17 | 098.  | 0060   |
| 2017/18 | 055.  | 0156   |
| 2018/19 | 048.  | 0174   |
| 2019/20 | 001.  | 1427   |
| 2020/21 | 020.  | 0273   |
| 2021/22 | 066.  | 0108   |
| 2022/23 | 007.  | 0762   |